# Ctesifonte (historiador)
Ctesifonte fue un historiador de la Antigua Grecia de quien apenas se conocen datos e incluso es dudosa la época en que vivió. Según Pseudo Plutarco, fue el autor de varios libros titulados Sobre los árboles, Hechos persas y Sobre las plantas.  Escribió también una Historia de los beocios, de la que se conserva un fragmento gracias a Plutarco, en el que relata las causas por las que Epaminondas cortó la cabeza a su hijo Estesímbroto.